# Hochkreuz Kleinenbroich

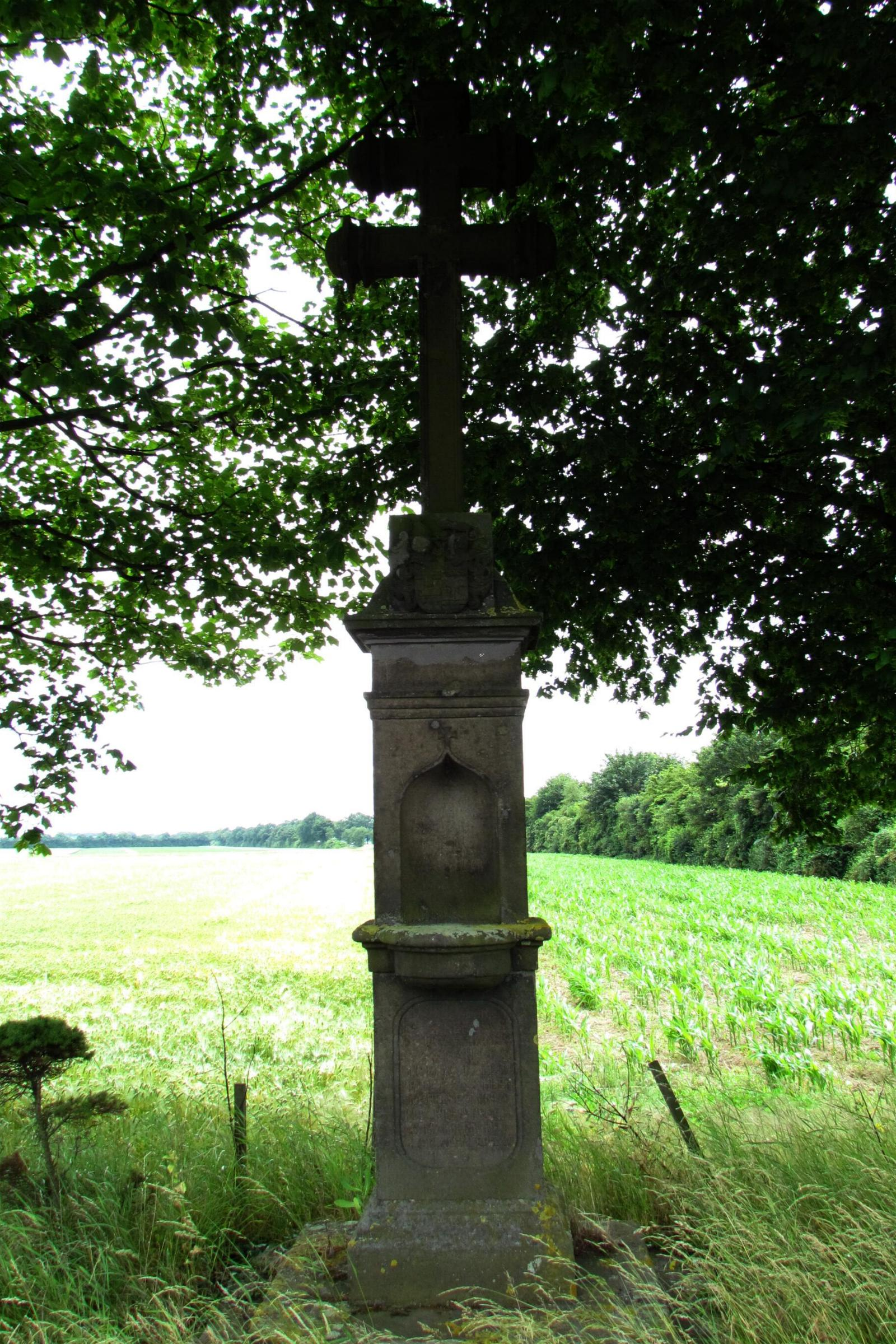
Hochkreuz

Der Hochkreuz Kleinenbroich steht im Stadtteil Kleinenbroich in Korschenbroich im Rhein-Kreis Neuss in Nordrhein-Westfalen, Raitz-von-Frentz-Straße.
Das Hochkreuz wurde 1705 erbaut und unter Nr. 150 am 28. November 1988 in die Liste der Baudenkmäler in Korschenbroich eingetragen.

## Architektur
Das Hochkreuz (früher: Patriarchenkreuz) aus dem Jahre 1705 wurde von Franz Winand I. Raitz von Frentz errichtet. Der Sandsteinsockel ist mit folgender Inschrift versehen: „Perillustris et generosus dominus Franciscus Winandus liber baron Raitz de Frentze ex Schlenderhan dominus in Kleinenbroich ad majorem Die gloriam me erexit 1705“. Über der Inschrift befindet sich eine Nische, darüber eine geschweifte Haube. Auf dieser Haube befindet sich das Kreuz mit Doppelarmen (zwei Querbalken). Über der Inschrift ist das Wappen der Raitz von Frentz zu erkennen, in dem man in der linken oberen Ecke ein Schwein findet. Das Denkmal ist bedeutend für die Geschichte des Menschen und insbesondere die der Ortschaft Kleinenbroich. Für die Erhaltung liegen künstlerische und volkskundliche Gründe vor.